# Ana Arzoumanian
Ana Arzoumanian (Buenos Aires, Argentina; 21 de abril de 1962) é uma escritora, poeta e tradutora argentina.

## Biografia
Descendente de imigrantes arménios, neta de sobreviventes do genocídio arménio. Reside actualmente em Buenos Aires.

### Estudos
Formou-se como advogada na Faculdade de Ciências Jurídicas da Universidade do Salvador.  Tem realizado uma pós-graduação em psicanálise na Escola de Orientação Lacaniana de Buenos Aires.

## Carreira

### Carreira académica
Foi professora de Filosofia do Direito na Faculdade de Ciências Jurídicas da Universidade do Salvador desde 1998 até 2001. Entre 2015 e 2016 desempenhou funções como professora no Posgrado Internacional de Escrituras Criativas da Faculdade Latino-americana de Ciências Sociais (FLACSO) e como professora visitante da equipa de Descolonia do departamento Sociais da Faculdade de Direito da Universidade de Buenos Aires.
Assistiu à apresentação de doentes no Hospital Neuro-psiquiátrico Borda e no Hospital Argerich da Cidade de Buenos Aires.
Em 1992, foi membro activa do primeiro curso de arbitragem na Argentina, ditado pela Direcção Nacional de Capacitação e Comunicação do Ministério de Justiça da Nação. 
É membro da International Association of Genocide Scholars.

### Carreira literária

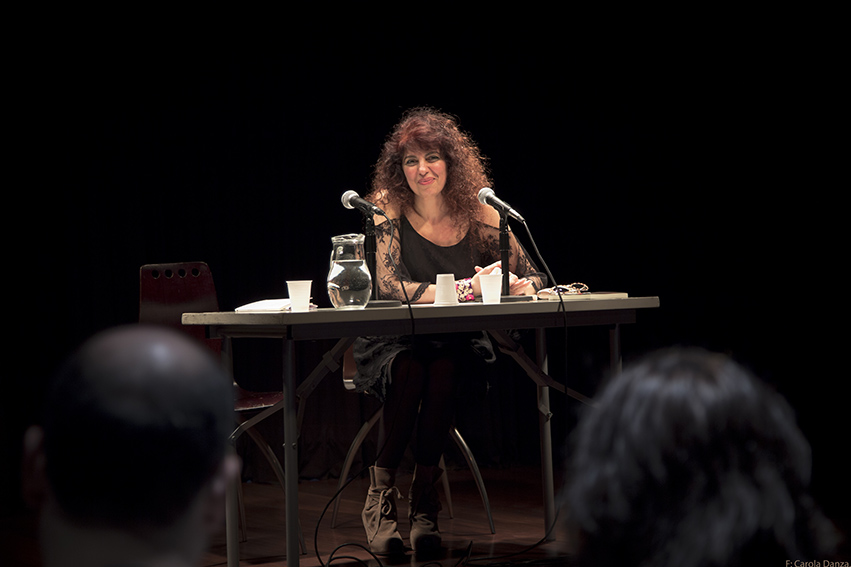
Ana Arzoumanian no Centro Cultural da Cooperação em 2015

#### Livros publicados
Desde a edição de seu primeiro livro, em 1993, tem escrito mais de uma dúzia.
- "Juana I", Nahuel Cerrutti Carol ediciones, 107 pp, 2016 ISBN 9789873649158
- "Del vodka hecho con moras", Libros del Zorzal, 189 pp, 2015 ISBN 9875994227
- "Hacer violencia. El régimen insurrecto en el arte", Nahuel Cerrutti Carol ediciones, 170 pp, 2014 ISBN 9789872480868
- "Mar Negro", Ceibo ediciones, 191 pp, 2012 ISBN 9789872480868
- "Káukasos", Activo Puente editora, 101 pp, 2011 ISBN 9789872480868
- "El depósito humano. Una geografía de la desaparición", Xavier Bóveda editores, 168 pp, 2010 ISBN 9789870591214
- "Cuando todo acabe todo acabará", Paradiso Ediciones, 187 pp, 2008 ISBN 9789879409831
- "Juana I", Nahuel Cerrutti Carol ediciones, 107 pp, 2006 ISBN 9509402745
- "Mía", Alción editora, 78 pp, 2004 ISBN 55706640
- "La granada", Tsé- tsé, 59 pp, 2003 ISBN 9871057334
- "El ahogadero", Tsé- tsé, 2002, 99 pp, ISBN 9506945314
- "La mujer de ellos", Grupo Editor Latinoamericano, 116 pp, 2001 ISBN 9506946418
- "Debajo de la piedra", Grupo Editor Latinoamericano, 138 pp, 1998 ISBN 9506945314
- "La universidad posmoderna", Grupo Editor Latinoamericano, 107 pp, 1994 ISBN 9506943680
- "Labios", Grupo Editor Latinoamericano, 79 pp, 1993. ISBN 9506942994

## Distinções
- 2008: Fundo Metropolitano da Cultura, as Artes e as Ciências.[11]

- 2008: Bolsa Escola Internacional para o estudo do Holocausto, Yad Vashem.

- 2009: Prémio Accésit - Lucian Freud. Fundação Projecto ao Sul.[12]